# Andrena subconsobrina
Andrena subconsobrina är en biart som beskrevs av Popov 1949. Andrena subconsobrina ingår i släktet sandbin, och familjen grävbin. Inga underarter finns listade i Catalogue of Life.